# Diego Gutiérrez Pinilla
Diego Gutiérrez Pinilla (n. Bogotá, Colombia, 3 de noviembre de 1972) es un exfutbolista colombiano naturalizado estadounidense que se desempeñaba como defensa.

## Trayectoria
Nació y creció en Colombia. Llegó a los Estados Unidos para estudiar en la Universidad de Evansville y el Rockhurst College. En la temporada 1996 fue seleccionado por los Kansas City Wizards donde jugó dos temporadas, pero no pudo actuar en 1997 debido a una lesión de ligamento cruzado anterior.
La carrera de Gutiérrez dio un giro al ser seleccionado por Chicago Fire en el Draft de expansión de 1997. Ayudó a su equipo a ganar la Copa MLS y la US Open Cup en 1998, anotando su primer gol como profesional en la victoria 2-0 sobre D.C. United en la Copa MLS. 
En su carrera en la MLS, Gutiérrez ha anotado 10 goles y realizado 36 asistencias. En la Copa MLS lleva un gol y dos asistencias.

## Selección nacional
Gutiérrez es ciudadano estadounidense desde el año 2000, y debutó con la Selección de fútbol de los Estados Unidos el 9 de diciembre de 2001 contra Corea del Sur.

## Clubes
| Club                | País           | Año       |
| ------------------- | -------------- | --------- |
| Kansas City Wizards | Estados Unidos | 1996-1997 |
| Chicago Fire        | Estados Unidos | 1998-2001 |
| Kansas City Wizards | Estados Unidos | 2001-2005 |
| Chicago Fire        | Estados Unidos | 2005-2008 |